# Eparchie berlínská a německá
Eparchie berlínská a německá je eparchie ruské pravoslavné církve nacházející se v Německu.

## Území a titul biskupa
Zahrnuje celé území Německa.
Eparchiálnímu biskupovi náleží titul biskup berlínský a německý.

## Historie
V 18. a 19. století vznikali v Německu pravoslavné farnosti a kostely zvláštně v ruských diplomatických institucích a místech kde ruští občané nejmasověji žili (především letoviska). Vznik nových farností usnadnily úzké rodinné vazby mezi vládnoucími dynastiemi a aristokracií.
Po roce 1917 začala ruská pravoslavná populace Německa prudce přibývat kvůli emigrantům, kteří opustili Rusko.
Dne 8. dubna 1921 patriarcha Tichon s odkazem na rezoluci zahraničního církevního sněmu ze dne 19. listopadu 1920 pověřil správou farností západní Evropy arcibiskupa Evlogia (Georgijevskéjo), který skončil v exilu. Sídlem arcibiskupa byl Berlín, kam přijel s archimandritou Tichonem (Ljaščenkem).
Napětí a následné porušení vztahů mezi hlavou Ruské pravoslavné církve v zahraničí (RPCZ) Antonijem (Chrapovickým) a metropolitou Evlogijem způsobilo rozdělení pravoslavných komunit v Německu. Od roku 1922 žil metropolita Evlogij v Paříži.
Na radě biskupů RPCZ ve Sremski Karlovci byla v červnu 1926 eparchie prohlášena na nezávislou v čele s Tichonem (Ljaščenkem). Téměř všechny farnosti Německa spadaly pod jurisdikci RPCZ.
Po nástupu Adolfa Hitlera k moci roku 1933 začal stát vyvíjet tlak na farnosti metropolity Evlogija, kterého 10. června 1931 metropolita Sergij (Stragorodskij) propustil a on přešel pod jurisdikci Konstantinopolského patriarchátu. Stát trval na převedení farností pod jurisdikci biskupa Tichona (Ljaščenka).
Po skončení války a podepsání Aktu bezpodmínečné kapitulace nacistického Německa začal proces převodu farností RPCZ pod jurisdikci Ruské pravoslavné církve.
Od října 1946 byly pravoslavné farnosti Moskevského patriarchátu v Německu zahrnuty do vytvořeného středoevropského exarchátu v čele s vídeňským arcibiskupem Sergijem (Koroljovem).
Ze 42 ruských farností v Německu jen osm na počátku 50. let uznalo autoritu moskevského patriarchy. Z toho tři farnosti byly v NDR, dvě byly v NSR a tři na území Západního Berlína. Arcibiskup Boris (Vik) jmenovaný moskevským duchovenstvem do Berlína mohl de facto vést jen farnosti v NDR. Arcibiskup zároveň dosvědčil, že jemu podřízení duchovní nejsou aktivní a nemají žádný vliv. 
Dne 11. listopadu 1954 byl děkanát ruských pravoslavných farnosti v Německu zahrnut do exarchátu Západní Evropy.
Dne 15. srpna 1957 byla obnovena berlínská eparchie a od roku 1960 byla eparchiálním centrem středoevropského exarchátu.
Dne 24. února 1971 byla rozhodnutím Svatého synodu z části území eparchie zřízena nová eparchie bádenská a bavorská a eparchie düsseldorfská.
Z rozhodnutí Svatého synodu z 30. a 31. ledna 1990 byl zrušen středoevropský exarchát a eparchie přešli pod přímou jurisdikci patriarchy. Po zrušení exarchátu byla eparchie přejmenována na eparchie berlínská a lipská.
Dne 23. prosince 1992 bylo rozhodnuto Svatým synodem, že tři německé eparchie budou sloučeny do jedné eparchie berlínské a německé.
Dne 21. března 1996 eparchie přišla o maďarský děkanát, který byl roku 2000 povýšen na eparchii.

## Seznam biskupů
- 1945–1948 Olexandr (Nemolovskyj)
- 1948–1950 Sergij (Koroljov)
- 1950–1954 Boris (Vik)
- 1954–1957 Nikolaj (Jerjomin), exarcha Západní Evropy
- 1957–1959 Michail (Čub)
- 1959–1960 Ioann (Razumov), dočasný administrátor
- 1960–1962 Ioann (Vendland)
- 1962–1962 Filaret (Denysenko), dočasný administrátor
- 1962–1964 Sergij (Larin)
- 1964–1966 Kiprian (Zjornov)
- 1966–1967 Ionafan (Kopolovič), dočasný administrátor
- 1967–1970 Vladimir (Kotljarov)
- 1970–1973 Leontij (Gudimov)
- 1973–1978 Filaret (Vachromejev)
- 1978–1984 Melchisedek (Lebeděv)
- 1984–1986 Feodosij (Procjuk)
- 1986–1991 German (Timofejev)
- 1991–2017 Feofan (Galinskij)
- 2017–2017 Antonij (Sevrjuk), dočasný administrátor
- od 2017 Tichon (Zajcev)